# Жојс Жонатан
Жојс Жонатан (франц. Joyce Jonathan; Левалоа Пере, 3. новембар 1989) је француска певачица, композитор, аутор и гитаристкиња.

## Биографија
Жојс Жонатан је рођена у малом градићу Левалоа Пере који се налази у париској регији. Њена мајка је директор и оснивач једне туристичке агенције, а отац архитекта. Има две старије сестре и два полубрата.
Са 7 година почиње да свира клавир и да компонује прве песме.
У децембру 2007, са само 18 година, започиње сарадњу са продукцијском кућом My Major Company и стиче велику популарност.
Завршила је студије психологије и одлично говори мандарински.

## Музичка каријера
Жојс Жонатан у сарадњи са Louis Bertignac 2008. године, започиње рад на свом првом албуму Sur mes gardes који ће бити објављен 2010. године. Две најпознатије песме са тог албума су јој Je ne sais pas и Pas besoin de toi.
На церемонији NRJ Music Awards 2012. године добила је награду за најбољег женског франкофоног извођача године. А у јулу 2012. године потписује уговор са Universal Music.
Следећи албум под називом Caractère објављује 2013. године. А 2014. године поново добија награду за најбољег женског франкофоног извођача године, а њена песма Ça ira проглашена је за најбољу песму године.
Албум Une place pour moi излази 2016. године. А последњи албум издала је 2018. године, када потписује и уговор са новом издавачком кућом Play Two.

## Интернационална каријера
Жојс Жонатан остварује и интернационалну каријеру тако што је њен албум објављен у Тајвану на мандаринском језику 2010. године.

## Музички стил
Од детињства пише текстове који су инспирисани њеним приватним животом и текстови често говоре о љубави и породичним односима. Себе описује као поп певачицу.